# Habilidades de Información
En la actual Sociedad de la información en donde se encuentran las nuevas fuentes y herramientas de información es necesario el desarrollo de habilidades que permitan el valorar, conocer los recursos y tener habilidades lógico-lingüísticas que logren cumplir con la formación de usuarios reales de la información
Actualmente, se perfila la urgente necesidad de desarrollar estas habilidades en los estudiantes de Ciencias de la Información (y de la población en general) como indispensables en el desarrollo de sus actividades académicas. De igual forma pone de manifiesto que para lograr esto es necesario el trabajo conjunto de una serie de personas, del medio y factores educativos para lograr este propósito.
En primer lugar, evidenciamos cómo los medios electrónicos han afectado la forma de realizar investigaciones académicas pasando de la forma tradicional al uso de Tecnologías de la información necesarias para la búsqueda, recuperación, gestión y comunicación de la información. Por lo cual se presentan una lista de fases necesarias para adquirir las habilidades de información propuestas por Cristiane Barry: 
1.	Formular y evaluar las necesidades: la necesidad de expresar las necesidades en lenguaje de máquina que permite encontrar secuencialmente la información, además de permitir la delimitación de la información necesaria.
2.	Identificación de posibles fuentes: Se requiere un conocimiento de las funciones de los distintos sistemas de para saber cuáles utilizar, cómo utilizarlos y cómo afectará a la calidad de la información en el uso de diferentes sistemas.
3.	Localización de fuentes: Se requiere conocimiento sobre cómo acceder a distintos sistemas y dónde encontrarlos, como por ejemplo, direcciones en Internet de fuentes, sistemas y protocolos de acceso a redes locales en CD-ROM, además de tener la habilidad de localizar información en las bases de datos bibliográficas que se posean.
4.	Examen, selección y rechazo de fuentes: Se requiere que la especificación de necesidades latentes que han de ser precisa y en un lenguaje sencillo, además de tener un alto grado de habilidades para filtrar la información examinando el resultado de las búsquedas y evaluando su proceso.
5.	Interrogación a las fuentes: Habilidades de navegación por Internet y de lectura de hipertexto seleccionando los enlaces a seguir y al recuperar los registros valorar la utilidad de la fuente a partir de la información textual limitada.
6.	Registro y almacenamiento: Habilidades para salvar registros e imprimirlos además de traducir la información a través de interfaces entre sistemas, como la transferencia de referencias de un sistema de búsqueda a una base de datos bibliográfica.
7.	Interpretación, análisis, síntesis y evaluación de la información recogida: Se necesitan más juicios de calidad para publicaciones fuera del sistema de evaluación propio de las revistas.
8.	Presentación y comunicación del trabajo resultante: Utilización de la comunicación electrónica para la difusión. Se requiere un conocimiento de los protocolos de transferencia de la información y convenciones para el envío de listas de distribución.
9.	Evaluación de los logros conseguidos: Uso de la comunicación electrónica para obtener respuesta de una comunidad más amplia, por ejemplo, a través de las opiniones en el weblog. 
Frente al crecimiento de la información y la complejidad de lo tecnológico, se “requieren comunidades cuyos integrantes posean la creatividad, las habilidades y las actitudes necesarias para realizar investigación de calidad regularmente”; aquí influye el cambio en las habilidades de información, donde surgen principalmente tres categorías . 
La primera es valorar la información evaluando la calidad, filtrado, eliminando información excesiva, y concentrando mayores esfuerzos hacia necesidades específicas. La segunda es la necesidad de adquirir conocimientos de las diversas fuentes y habilidades para manejar la compleja tecnología dentro de la cual se encuentra inmersa la información, y por último están las habilidades lógicas y lingüísticas necesarias para formular necesidades de información y hacerlas explícitas de una forma comprensible por los sistemas TI, y también para leer, decodificar, e interpretar la información electrónicamente obtenida. Cambiando estas habilidades tanto cualitativa como cuantitativamente. 
Ante estás nuevas perspectivas se presenta el papel del Profesional de Ciencia de la información amenazado, pero de igual forma es una oportunidad donde los estudiantes deben concentrarse principalmente en tres objetivos: formar a los usuarios finales (lo cual incluye a estudiantes y a profesorado), formar al profesorado para que funcionen como formadores a su vez, y desarrollar herramientas de autoayuda para que los usuarios se formen a sí mismos.
La necesidad de ser exhaustivo y de estar actualizado en la revisión de literatura nunca es tan grande quizá como en el que hacer del profesional de la información, por ello se convierte en una necesidad en especial a los estudiantes de Ciencia de la Información, pero se ve reducido en los planes de estudio que muestran actualmente los programas.
De igual forma se evidencia la falta de habilidades de información por parte de los mismos profesores que son muy limitados en al concepción de búsquedas complejas en las diferentes bases de datos y recursos electrónicos que se posee para generar conocimiento. También los directores fallan en transmitir a los estudiantes la información pertinente y necesaria de información convirtiendo en un problema para los estudiantes en al adquisición de nuevas habilidades. 
Por lo anterior, los estudiantes de Ciencias de la Información o Bibliotecología adquirimos nuevos retos ante la actual Sociedad de la información, por lo que se propone el uso de recursos mediáticos que permitan contribuir a la creación de una comunidad virtual donde se logre el intercambio de opiniones, ideas, información y conocimiento que permita lograr la construcción de una verdadera comunidad guiada hacia la gestión del conocimiento.